# Грэм, Артур
А́ртур Грэм (англ. Arthur Graham; 26 октября 1952, Глазго) — шотландский футболист, левый вингер. Выступал за клубы «Абердин», «Лидс Юнайтед», «Манчестер Юнайтед», «Брэдфорд Сити» и за национальную сборную Шотландии.

## Клубная карьера
Артур Грэм родился в Каслмилке, южном районе Глазго. Он был одним из 11 детей в семье. По собственным воспоминаниям, его семья жила очень бедно. С детства болел за «Селтик». Играл за любительскую команду «Кэмбаслэн Рейнджерс», параллельно работая на местном сталелитейном заводе. 
В 1970 году подписал контракт с «Абердином», за который провёл пять матчей в лиге в оставшейся части сезона 1969/70. Несмотря на молодость и неопытность Грэма, главный тренер «Абердина» Эдди Тернбулл включил его в стартовый состав клуба на финал Кубка Шотландии 1970 года. «Абердин» победил «Селтик» со счётом 3:1, причём 17-летний Грэм отдал две голевые передачи после кроссов со своего левого фланга. Он играл за «Абердин» до лета 1977 года, выиграв также Кубок шотландской лиги. В общей сложности сыграл за клуб 298 матчей и забил 45 мячей.
Перед началом сезона 1977/78 перешёл в английский «Лидс Юнайтед» за 125 000 фунтов. Провёл в команде шесть сезонов, сыграв 260 матчей и забив 47 мячей, в том числе хет-трик в ворота «Бирмингем Сити» 14 января 1978 года.
По итогам сезона 1981/82 «Лидс» выбыл во Второй дивизион, а в следующем сезоне не смог вернуться в Первый дивизион. В августе 1983 года Артур Грэм перешёл в «Манчестер Юнайтед» за 45 000 фунтов.
Его дебют за «Манчестер Юнайтед» состоялся 27 августа 1983 года в матче против «Куинз Парк Рейнджерс». В сезоне 1983/84 Грэм провёл за «Юнайтед» 51 матч и забил 7 мячей. Однако в следующем сезоне потерял место в основе, уступив его новичку Йесперу Ольсену, и сыграл только один матч в команде Рона Аткинсона. По окончании сезона был продан в «Брэдфорд Сити». В общей сложности провёл за «Манчестер Юнайтед» 52 матча и забил 7 мячей.
С 1985 по 1987 год играл за «Брэдфорд Сити».

## Карьера в сборной
18 декабря 1974 года дебютировал в составе национальной сборной Шотландии до 23 лет в матче против сверстников из Англии. Сыграл за сборную этого уровня 3 матча.
В 1975 году группа игроков шотландской сборной, включая Артура Грэма, Билли Бремнера и трёх других, были вовлечены в инцидент с дракой в ночном клубе Копенгагена, после чего все они получили «пожизненную» дисквалификацию от Шотландской футбольной ассоциации. Позднее дисквалификацию с Грэма сняли, и 7 сентября 1977 года он дебютировал за основную сборную Шотландии в игре против сборной ГДР. Грэм провёл за первую сборную Шотландии 11 матчей и забил 2 мяча (в ворота Северной Ирландии и Аргентины в 1979 году).

## После завершения игровой карьеры
Впоследствии работал тренером в молодёжной академии «Лидс Юнайтед» и футбольных школах в Уэтерби, часто в сотрудничестве с Джимми Ламсденом.
Его младшие братья, Джимми и Томми, также были профессиональными футболистами.

## Достижения
Абердин
- Обладатель Кубка Шотландии: 1970
- Обладатель Кубка шотландской лиги: 1976

Манчестер Юнайтед
- Обладатель Суперкубка Англии: 1983